# 帕尔菲奥诺沃农村居民点
帕尔菲奥诺沃农村居民点（俄语：Сельское поселение Парфёновское）是俄罗斯联邦沃洛格达州大乌斯秋格区所属的一个农村居民点。其下辖有25个居民点，行政中心为卡拉索沃。据2015年统计，该农村居民点的人口为289人。